# Walla Walla
Walla Walla er en by i den sydøstlige del af delstaten Washington i det nordvestlige USA. Walla Walla har 34.060(2020) indbyggere, og ligger tæt ved grænsen til delstaten Oregon. Den er hovedsæde for Walla Walla County.